# Chondrorhyncha velastiguii
Chondrorhyncha velastiguii är en orkidéart som beskrevs av Dodson. Chondrorhyncha velastiguii ingår i släktet Chondrorhyncha och familjen orkidéer.
Artens utbredningsområde är Ecuador. Inga underarter finns listade i Catalogue of Life.